# Juan'ya Green
Juan'ya Green (Filadelfia, 8 febbraio 1992) è un ex cestista statunitense.